# Tomasz Jedz
Tomasz Jedz (ur. 5 czerwca 1968 w Raciborzu) - polski śpiewak operowy (tenor), aktor musicalowy oraz poeta.

## Życiorys
Ukończył Akademię Muzyczną we Wrocławiu w roku 1996 (klasa prof. Danuty Paziukówny i  Janusza Zipsera). W tym samym roku debiutował partią Ismaela w operze Nabucco G.Verdiego w Teatrze Wielkim w Łodzi, z którym był związany na stałe. Występował również w Teatrze Wielkim w Poznaniu, Operze Wrocławskiej, Operze Śląskiej w Bytomiu, Operze Krakowskiej, Teatrze Muzycznym w Gliwicach, Teatrze Muzycznym w Łodzi, Teatrze Muzycznym CAPITOL we Wrocławiu oraz Teatrze Muzycznym ROMA w Warszawie. Śpiewał także w Niemczech, Wielkiej Brytanii, Holandii, Francji, Danii, Szwajcarii, Austrii, Belgii i  Czechach. Od 2018 roku aktor Teatru Rozrywki w Chorzowie. Autor pięciu książek poetyckich: „Inna godzina” (2021), „Pomyliłem drogi” (2021), „Czasu nie ma” (2022), "Smutna zabawa" (2023) i "Przeklęta równowaga" (2024) wydanych przez Ludową Spółdzielnię Wydawniczą w Warszawie. Mieszka w Nędzy na Górnym Śląsku.

## Role
W swoim repertuarze posiada m.in. następujące role:
- Alfred – Traviata G. Verdiego,
- Don Jose – Carmen G. Bizeta,
- Ismael – Nabucco G. Verdiego,
- Maurizio – Adriana Lecouvreur F. Cilei,
- Kandyd – Kandyd L. Bernsteina,
- Chopin – Kochankowie z klasztoru Valldemosa M.Ptaszyńskiej,
- Artur – Łucja z Lammermoor G. Donizettiego,
- Ksiądz Rewolucjonista – Ca Ira R. Watersa,
- Federico – Norma V. Belliniego,
- Lurwell – Henryk VI na łowach K. Kurpińskiego,
- Malkolm – Makbet G. Verdiego,
- Arlekin – Pajace R. Leoncavallego,
- Spoletta – Tosca G. Pucciniego,
- Remendado – Carmen G. Bizeta,
- Posłaniec – Aida G. Verdiego,
- Flavio – Norma V. Belliniego,
- Bruno – Purytanie V. Belliniego,
- Rustighello – Lukrecja Borgia G. Donizettiego,
- Barinkay – Baron Cygański J. Straussa,
- Alfred – Zemsta Nietoperza J. Straussa,
- Edwin – Księżniczka Czardasza E. Kálmána,
- Stanisław – Ptasznik z Tyrolu K. Zellera,
- Carewicz – Carewicz F. Lehára,
- Su-Czong – Kraina uśmiechu F. Lehára,
- Orfeusz – Orfeusz w piekle J. Offenbacha,
- Kamil – Wesoła wdówka F. Lehára,
- Szymon i Jan – Student żebrak C. Millockera,
- Ubaldo Piangi – Upiór w Operze A.L. Webbera,
- Jezus – Jerry Springer The Opera R. Thomasa.
- Potwór w musicalu Młody Frankenstein M. Brooksa i T. Meehana,
- Franz Liebkind w Producentach M. Brooksa,
- Sierżant Garcia w musicalu familijnym Zorro J. Bończyka i Z. Krzywańskiego,
- Kierownik hotelu w farsie Hotel Westminster R. Cooneya,
- Ojciec O'Hara w musicalu Zakonnica w przebraniu A. Menkena,
- Kot Nestor w musicalu Koty A.L. Webbera.